# Cornalina

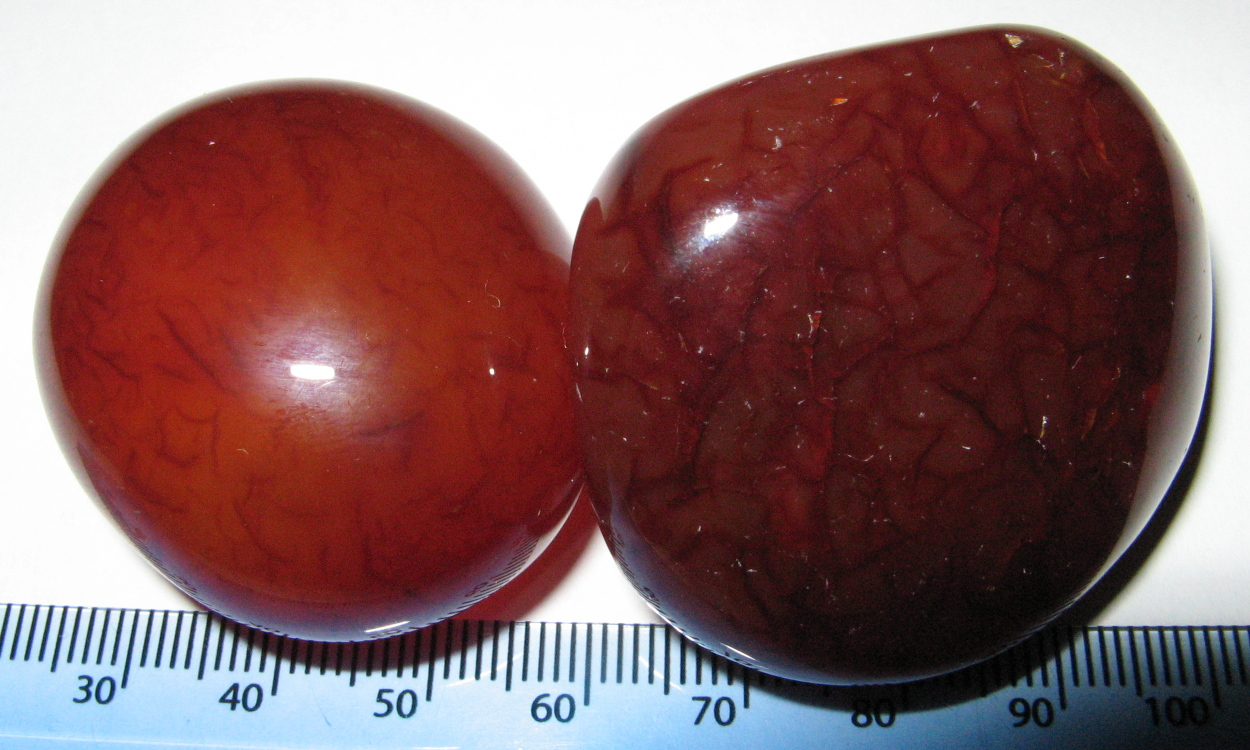
Gemas pulidas de cornalina y sardo.

La cornalina, también conocida como alaqueca, alaqueques o alaqueque y carneola[cita requerida], es un mineral, variedad de la calcedonia, de color rojo amarronado, usado comúnmente como gema.
También se la conoce como Piedra de Sadoine, de La Meca o de Santiago.
Son más apreciadas cuanto más translúcidas y con un color rojo-anaranjado, el color marrón se debe a la presencia de óxidos de hierro, mientras que los tonos más claros se pueden atribuir al hidróxido de hierro. Si el mineral se somete a un ligero calentamiento, su color se vuelve más intenso.
Similar a la cornalina es el sardo, que generalmente es más duro y oscuro (tirando al pardo). (La diferencia no está rígidamente definida y en algunos casos, los dos nombres se llegan a utilizar indistintamente). Tanto la cornalina como el sardo son variedades del óxido de silicio microcristalino de estructura fibrosa (calcedonia), coloreadas por las impurezas de óxido de hierro y puede ir del naranja pálido a un color intenso, casi negro.
Tiene una dureza de 7 en la escala de Mohs, como todos los cuarzos, por lo que la hace muy adecuada para cortarse transversalmente, así como para la producción de cuentas de collares.

## Historia

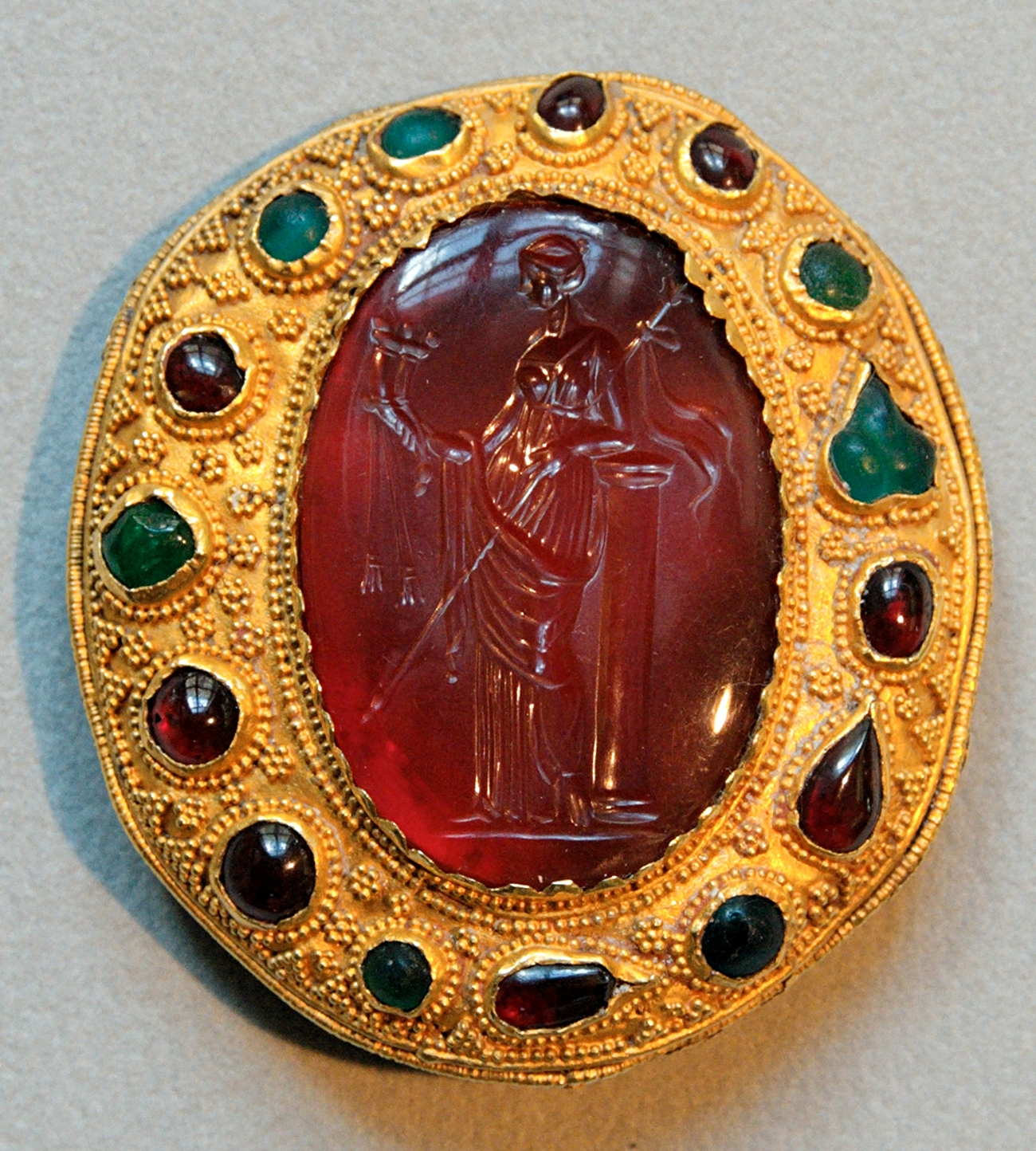
Cornalina tallada con una reina ptolemaica, época helenística, Cabinet des Médailles de la Biblioteca Nacional de Francia.

Ya desde el V - IV milenio a. C., se utilizaba en Mehrgarh el taladro de arco para perforar agujeros en la cornalina.
Para los antiguos egipcios, la cornalina era el rojo símbolo de la vida ligada a prácticas religiosas específicas, donde la diosa Isis la utilizaba para acompañar al difunto durante su viaje al más allá. Se puede ver incrustada en la máscara mortuoria de oro del faraón Tutankamón. También se encuentra tallada en animales sagrados, como el carnero de Amón y el halcón Horus (símbolo del sol). Se solía engastar con turquesas y lapislázulis para reforzar su poder.
Se recuperaron cornalinas de la Edad del Bronce en yacimientos minoicos de Cnossos en Creta con utilización como arte decorativo hacia 1800 a. C.
La cornalina se utilizó ampliamente durante la época romana para fabricar gemas grabadas para utilizarlos en anillos de sello para dejar la huella de un sello de cera sobre la correspondencia u otros documentos importantes. La cera caliente no se pega a la cornalina.
El sardo fue utilizado por los asirios para sellos cilíndricos, por los antiguos egipcios y fenicios en escarabeos y también lo utilizaron como gemas los primeros griegos y los etruscos.
El hebreo odem (traducido sardius, sardo), la primera piedra en el pectoral del Sumo Sacerdote (Hoshen), era una piedra roja, probablemente el sardo, aunque también pudiese ser un jaspe rojo.

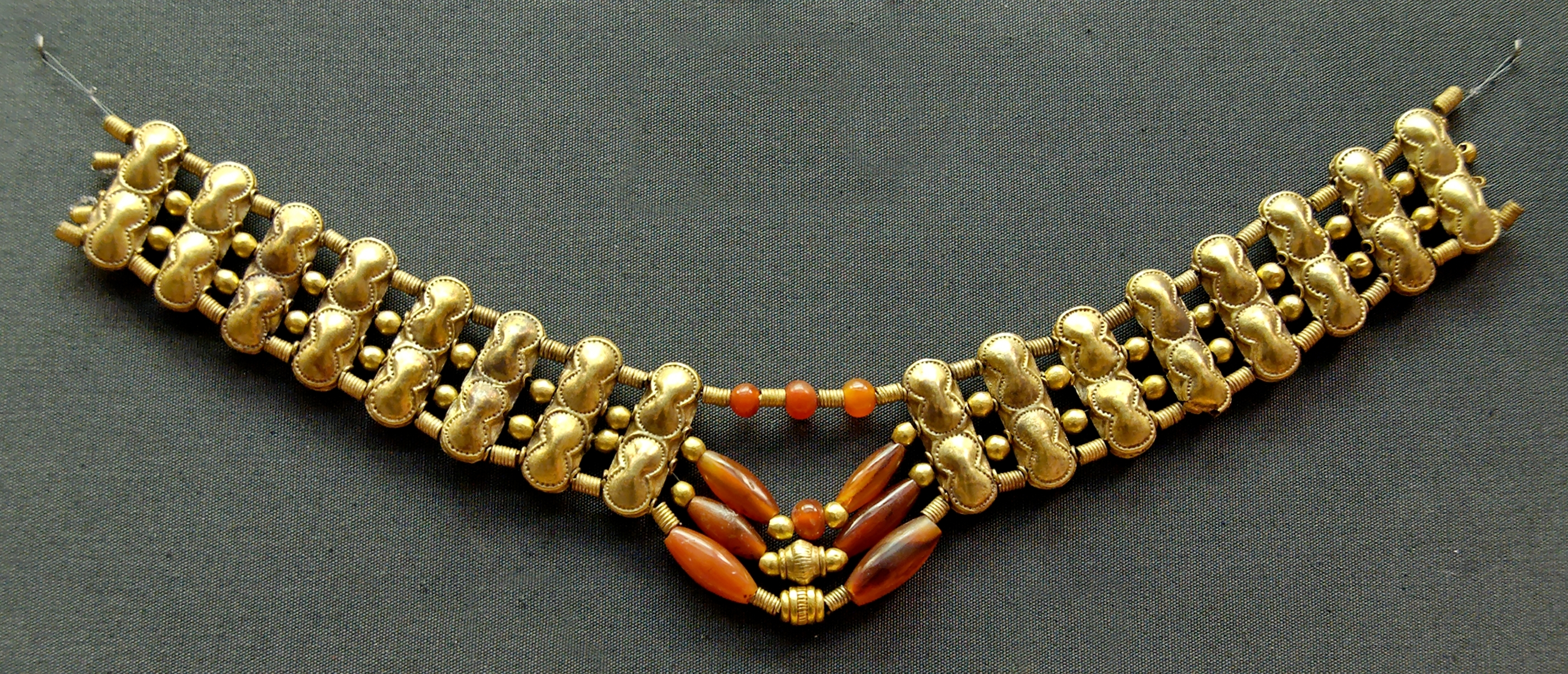
Collar con cuentas de oro y perlas de cornalina, arte chipriota con inspiración micénica, c. 1400 - 1200 a. C.. De Enkomi. Museo Británico.

Por sus cualidades espirituales es el símbolo del Apóstol Felipe y grabada y engastada en un anillo de plata, forma el sello de Mahoma.
En los primitivos cristianos, por miedo a las persecuciones y para identificarse entre ellos, utilizaban cornalinas grabadas con los símbolos de su fe, como peces, barcas, cruces o palmas.
En el Lapidario de Alfonso X el Sabio, se afirma que la cornalina tiene «tres virtudes grandes y buenas» y que su color es expresión de las fuerzas misteriosas del alma.
Hildegarda de Bingen la mencionaba por sus propiedades curativas.
Para el budismo es uno de los siete tesoros, simbolizando la sabiduría.
Los depósitos antiguos más famosos, explotados por los romanos, fueron los situados en la península arábiga, la India y Persia. En la actualidad, la cornalina se extrae, entre otros, en el estado brasileño de Río Grande del Sur y Uruguay.

## Etimología
La palabra cornalina se deriva del latín caro, carnis que significa carne, en referencia con el cierto parecido al color de la carne. Según Plinio el Viejo, el nombre de sardo proviene de la ciudad de Sardes en Lidia, aunque también es probable que venga de la palabra persa سرد sered, que significa rojo-amarillento.